# Raiffeisenbank Unteres Inntal
Die Raiffeisenbank Unteres Inntal eG ist eine Genossenschaftsbank mit Sitz im Stadtteil Hartkirchen in der bayerischen Stadt Pocking im Landkreis Passau. Der Verwaltungssitz und die Hauptgeschäftsstelle befindet sich in Neuhaus am Inn.

## Geschichte
Während der Darlehenskassenverein Sulzbach am 5. März 1896 gegründet wurde, erfolgte die Gründung des Darlehenskassenvereins Hartkirchen unmittelbar darauf am 7. April 1896. Im Jahr 1970 erfolgte eine Fusion der Raiffeisenbank Mittich – Neuhaus – Vornbach eGmbH mit dem Sitz in Neuhaus am Inn mit der Raiffeisenkasse Sulzbach a.Inn eGmbH mit dem Sitz in Sulzbach. Final erfolgte 1972 die Fusion der Raiffeisenbank Mittich – Neuhaus – Vornbach eGmbH mit der Raiffeisenbank Hartkirchen-Würding eGmbH zur Raiffeisenbank Unteres Inntal eGmbH, der jetzigen Raiffeisenbank Unteres Inntal eG.
- 1995 Ausgliederung des Warengeschäfts in eine eigenständige GmbH
- 2001 Neubau der Geschäftsstelle in Würding
- 2015 Neubau der Geschäftsstelle in Hartkirchen (Stadt Pocking)

## Rechtsverhältnisse
Die Raiffeisenbank Unteres Inntal eG ist im Genossenschaftsregister beim Amtsgericht Passau unter GnR 410 eingetragen.

## Organisationsstruktur
Rechtsgrundlagen sind das Genossenschaftsgesetz und die durch die Vertreterversammlung beschlossene Satzung. Organe der Bank sind der Vorstand, der Aufsichtsrat und die Vertreterversammlung.

## Sicherungseinrichtung
Die Raiffeisenbank Unteres Inntal eG ist der amtlich anerkannten Sicherungseinrichtung des Bundesverbandes der Deutschen Volksbanken und Raiffeisenbanken GmbH und der zusätzlichen freiwilligen Sicherungseinrichtung des Bundesverbandes der Deutschen Volksbanken und Raiffeisenbanken e.V. angeschlossen.

## Geschäftsausrichtung
Die Raiffeisenbank Unteres Inntal eG betreibt das Universalbankgeschäft. Im Verbundgeschäft arbeitet sie mit der DZ Bank, R+V Versicherung, Bausparkasse Schwäbisch Hall, Teambank, VR Leasing,  DZ Hyp und der Union Investment zusammen.

## Geschäftsgebiet
Das Geschäftsgebiet liegt im Süden des Landkreises Passau direkt an der Grenze zu Österreich. Im Jahr 2000 wurden die Bankstellen Mittich, Sulzbach und Vornbach geschlossen.
An diesen Orten betreibt die Bank Filialen:
- Hartkirchen (Hauptstelle, jur. Sitz)
- Würding (Geschäftsstelle)
- Neuhaus am Inn (Geschäftsstelle)

Mit der auch in Pocking ansässigen VR-Bank Vilshofen-Pocking teilt sich die Raiffeisenbank Unteres Inntal eG das Geschäftsgebiet.